# Halenia adpressa
Halenia adpressa är en gentianaväxtart som beskrevs av Allen. Halenia adpressa ingår i släktet Halenia och familjen gentianaväxter. Inga underarter finns listade i Catalogue of Life.